# Communauté islamique de Serbie
Ne doit pas être confondu avec Communauté islamique en Serbie.
Pour les articles homonymes, voir IZS.
La Communauté islamique de Serbie (en serbe cyrillique : Исламска заједница Србије ; en serbe latin : Islamska zajednica Srbije ; en abrégé : IZS) a son siège à Belgrade, la capitale de la Serbie. Créée en 2007, elle est avec la Communauté islamique en Serbie (Islamska zajednica u Srbiji) l'une des deux organisations des Musulmans du pays.

## Organisation et territoire

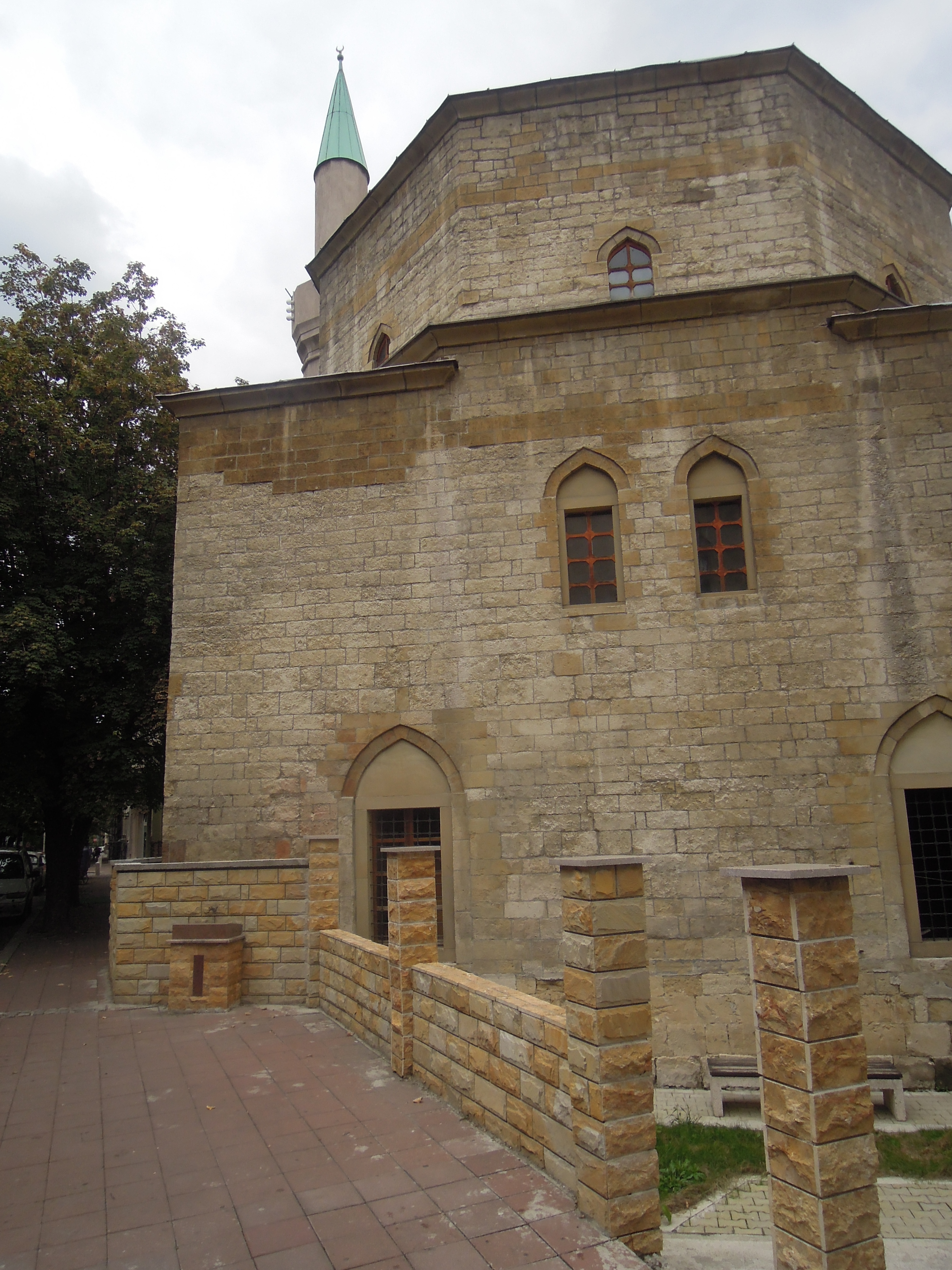
La mosquée Bajrakli de Belgrade

La Communauté islamique de Serbie, qui a son siège central à Belgrade, est subdivisée en 3 « meshihats » (conseils) : le meshihat de Serbie, qui s'étend sur les territoires de la Serbie centrale et de la province autonome de Voïvodine et qui a son siège dans la capitale serbe, le meshihat du Sandžak, qui a son siège à Novi Pazar, et le meshihat de Preševo, situé à la limite entre la Serbie centrale et le Kosovo et qui s'étend sur les municipalités de Preševo, de Bujanovac et de Medveđa (c'est-à-dire dans la vallée de Preševo).
L'organe central qui coordonne les trois meshihats est le « rijaset » de la Communauté islamique de Serbie, actuellement dirigé par le « grand mufti » Adem Zilkić. La grande mosquée de Belgrade est la mosquée Bajrakli, qui remonte à 1575.

## Historique
L'autorité suprême du grand mufti de Belgrade n'est pas reconnue par tous les Musulmans de Serbie, une grande partie d'entre eux appartenant à la Communauté islamique en Serbie (Islamska zajednica u Srbiji, sous l'autorité de Muamer Zukorlić, le mufti du Sandžak. Cette scission dans la communauté musulmane remonte à 1993 ; cette année-là, Muamer Zukorlić s'est « autoproclamé » mufti de Novi Pazar et il reconnaît actuellement l'autorité suprême du grand mufti de Sarajevo Mustafa Cerić.
En 2006, la « Loi sur les Églises et les communautés religieuses » oblige chacune des 7 religions reconnues en Serbie à se constituer en association au niveau national ; dans cette perspective, la Communauté islamique en Serbie se fait enregistrer par l'État et, en octobre 2007, pour constituer une alternative, la Communauté islamique de Serbie est formée et se fait enregistrer à son tour, sur fond de querelles de personnes et de conflits politiques. La création de l'IZS s'effectue ainsi principalement à l'instigation du mufti de Belgrade Hamdija Jusufspahić et de ses deux fils, tous deux imams, écartés de la direction de la Communauté islamique en Serbie.
Le gouvernement serbe reconnaît les deux communautés.

## Enseignement
La Communauté islamique de Serbie administre plusieurs établissements d'enseignement : la médersa de Sinan-bey à Novi Pazar, la médersa pour les femmes de Tutin, la médersa Bakije-hanume de Prijepolje et la Faculté d'études islamiques de Belgrade.